# Saint-Vinnemer
Saint-Vinnemer est une  ancienne commune française située dans le département de l'Yonne et la région Bourgogne-Franche-Comté. Elle est associée à la commune de Tanlay depuis 1973.

## Géographie
Traversé par la route D 118, le village est situé au bord du canal de Bourgogne, derrière lequel se trouve l'Armançon.

## Toponymie
Au cours de la Révolution française, la commune porte le nom de Vinnemer-l'Armançon.

## Histoire
Le 1er janvier 1973, la commune de Saint-Vinnemer est rattachée à celle de Tanlay sous le régime de la fusion-association.

## Politique et administration
| Période                                  | Période | Identité         | Étiquette   | Qualité |
| ---------------------------------------- | ------- | ---------------- | ----------- | ------- |
| 1898                                     |         | Aristide Labosse | Républicain |         |
| Les données manquantes sont à compléter. |         |                  |             |         |

| Période                                  | Période | Identité         | Étiquette | Qualité |
| ---------------------------------------- | ------- | ---------------- | --------- | ------- |
| MAI 2020                                 |         | Dominique Gallet |           |         |
| Les données manquantes sont à compléter. |         |                  |           |         |

## Démographie
| 1793 | 1800 | 1806 | 1821 | 1831 | 1836 | 1841 | 1846 | 1851 |
| ---- | ---- | ---- | ---- | ---- | ---- | ---- | ---- | ---- |
| 738  | 773  | 766  | 689  | 680  | 650  | 632  | 653  | 637  |

| 1856 | 1861 | 1866 | 1872 | 1876 | 1881 | 1886 | 1891 | 1896 |
| ---- | ---- | ---- | ---- | ---- | ---- | ---- | ---- | ---- |
| 576  | 562  | 558  | 514  | 504  | 505  | 561  | 532  | 506  |

| 1901 | 1906 | 1911 | 1921 | 1926 | 1931 | 1936 | 1946 | 1954 |
| ---- | ---- | ---- | ---- | ---- | ---- | ---- | ---- | ---- |
| 466  | 471  | 430  | 361  | 356  | 394  | 379  | 370  | 334  |

| 1962 | 1968 | - | - | - | - | - | - | - |
| ---- | ---- | - | - | - | - | - | - | - |
| 303  | 337  | - | - | - | - | - | - | - |

## Lieux et monuments
- Église Saint-Vilmer ou Vinnemer, a connu des remaniements successifs, porche roman du XIIIe siècle

- Maison forte de Saint-Vinnemer du XVe siècle, ancien logis seigneurial des seigneurs de Tanlay[4].